# Metazygia matanzas
Metazygia matanzas là một loài nhện trong họ Araneidae.
Loài này thuộc chi Metazygia. Metazygia matanzas được Herbert Walter Levi miêu tả năm 1995.